# Dendrobium compressistylum
Dendrobium compressistylum är en orkideart som beskrevs av Johannes Jacobus Smith. Dendrobium compressistylum ingår i släktet Dendrobium, och familjen orkidéer.
Artens utbredningsområde är Sumatera. Inga underarter finns listade i Catalogue of Life.